# スタン・ミキタ
スタン・ミキタ（Stan "Stosh"  Mikita、1940年5月20日 - 2018年8月7日）は、チェコスロバキア生まれのカナダ人のプロアイスホッケー選手である。ポジションはセンター、ライト・ウイング。右打ち。

## 来歴

### 幼年期
当時のチェコスロバキア（後のスロバキア）のソコルセに生まれたが、1948年に両親と別れてカナダのオンタリオ州セントキャサリンズに移民し、叔父、叔母夫妻の養子となった。
英語に酷い訛りがあったことから友人達から嘲笑を受けたが、アイスホッケーと出会いこれに熱中することで心を癒したとされる。

### 現役時代
NHLには1958-1959シーズンから参戦し、現役時代のすべてをシカゴ・ブラックホークスで過ごし、1979-1980シーズンをもって引退した。スタンレー・カップにおいては1961年に優勝を経験している。チームメートには、ミキタの高校時代、ジュニアホッケー時代を通じた同僚で、爆発的な得点力を誇ったボビー・ハルがいたため、ともすればハルの影に隠れがちであるが、その評価はハルに劣るものではない。NHL 史上において、賞の獲得総数でも屈指の成績を残している。
卓越した得点能力、トリッキーなスティック捌きの他にも、自らを制御できるクレバーな選手として知られている。後掲の生涯成績の項をみても明らかなように、入団当初の数年間は、反則を犯してペナルティボックスに入れられる時間が長く怒りっぽい選手と見られていたが、後にこの愚行を極力減らすことを心がけ、フェアプレー賞であるレディ・ビン記念賞も2度獲得している。
このようにプレー態度を改めた背景には、結婚して父親となってから、娘に何故、自分の父親は試合に出てもプレーをしないでボックスにすわっているのかと、素朴に問われたことがあり、それ以来怒りを抑制してプレーを行うようになったと伝えられている。
また、当時はあまり着用することのなかった事故防止用のヘルメットを自分用に改良して着用した。
現役最後の1979-1980シーズンは、1979年11月に背中の手術を行ったため、わずか17試合の出場にとどまった。引退時点においては、NHL史上でゴーディ・ハウに次ぐ生涯ポイント数（1,467）を誇った。

### 引退後
1983年にボビー・ハルとともにホッケーの殿堂入りを果たしている。 
2015年にレヴィー小体型認知症を発症して療養していたが、2018年8月7日に死去したことが家族から発表された。78歳没。

## 人物
映画『Wayne's World』において、ドーナツ店のティム・ホートンズをもじってミキタの名前がパロディ化されている。

## 詳細情報

### 通算成績
| 1957-1958 | セントキャサリンズ・ティーピーズ | OHL     | 52   | 31  | 47  | 78   | 0    |     |    |    |     |     |
| 1958-1959 | シカゴ・ブラックホークス         | NHL     | 3    | 0   | 1   | 1    | 4    | -   | -  | -  | -   | -   |
| 1959-1960 | シカゴ・ブラックホークス         | NHL     | 67   | 8   | 18  | 26   | 119  | 3   | 0  | 1  | 1   | 2   |
| 1960-1961 | シカゴ・ブラックホークス         | NHL     | 66   | 19  | 34  | 53   | 100  | 12  | 6  | 5  | 11  | 21  |
| 1961-1962 | シカゴ・ブラックホークス         | NHL     | 70   | 25  | 52  | 77   | 97   | 12  | 6  | 15 | 21  | 19  |
| 1962-1963 | シカゴ・ブラックホークス         | NHL     | 65   | 31  | 45  | 76   | 69   | 6   | 3  | 2  | 5   | 2   |
| 1963-1964 | シカゴ・ブラックホークス         | NHL     | 70   | 39  | 50  | 89   | 146  | 7   | 3  | 6  | 9   | 8   |
| 1964-1965 | シカゴ・ブラックホークス         | NHL     | 70   | 28  | 59  | 87   | 154  | 14  | 3  | 7  | 10  | 53  |
| 1965-1966 | シカゴ・ブラックホークス         | NHL     | 68   | 30  | 48  | 78   | 58   | 6   | 1  | 2  | 3   | 2   |
| 1966-1967 | シカゴ・ブラックホークス         | NHL     | 70   | 35  | 62  | 97   | 12   | 6   | 2  | 2  | 4   | 2   |
| 1967-1968 | シカゴ・ブラックホークス         | NHL     | 72   | 40  | 47  | 87   | 14   | 11  | 5  | 7  | 12  | 6   |
| 1968-1969 | シカゴ・ブラックホークス         | NHL     | 74   | 30  | 67  | 97   | 52   | -   | -  | -  | -   | -   |
| 1969-1970 | シカゴ・ブラックホークス         | NHL     | 76   | 39  | 47  | 86   | 50   | 8   | 4  | 6  | 10  | 2   |
| 1970-1971 | シカゴ・ブラックホークス         | NHL     | 74   | 24  | 48  | 72   | 85   | 18  | 5  | 13 | 18  | 16  |
| 1971-1972 | シカゴ・ブラックホークス         | NHL     | 74   | 26  | 39  | 65   | 46   | 8   | 3  | 1  | 4   | 4   |
| 1972-1973 | シカゴ・ブラックホークス         | NHL     | 57   | 27  | 56  | 83   | 32   | 15  | 7  | 13 | 20  | 8   |
| 1973-1974 | シカゴ・ブラックホークス         | NHL     | 76   | 30  | 50  | 80   | 46   | 11  | 5  | 6  | 11  | 8   |
| 1974-1975 | シカゴ・ブラックホークス         | NHL     | 79   | 36  | 50  | 86   | 48   | 8   | 3  | 4  | 7   | 12  |
| 1975-1976 | シカゴ・ブラックホークス         | NHL     | 48   | 16  | 41  | 57   | 37   | 4   | 0  | 0  | 0   | 4   |
| 1976-1977 | シカゴ・ブラックホークス         | NHL     | 57   | 19  | 30  | 49   | 20   | 2   | 0  | 1  | 1   | 0   |
| 1977-1978 | シカゴ・ブラックホークス         | NHL     | 76   | 18  | 41  | 59   | 35   | 4   | 3  | 0  | 3   | 0   |
| 1978-1979 | シカゴ・ブラックホークス         | NHL     | 65   | 19  | 36  | 55   | 34   | -   | -  | -  | -   | -   |
| 1979-1980 | シカゴ・ブラックホークス         | NHL     | 17   | 2   | 5   | 7    | 12   | -   | -  | -  | -   | -   |
| NHL合計   | NHL合計                          | NHL合計 | 1394 | 541 | 926 | 1467 | 1270 | 155 | 59 | 91 | 150 | 169 |

### 表彰
- オールスター第1チーム選抜（1962年、1963年、1964年、1966年、1967年、1968年）
- オールスター第2チーム選抜（1965年、1970年）
- エディ・パワーズ記念賞（1959年）
- アート・ロス記念賞 4年連続4度（1964年、1965年、1967年、1968年）
- ハート記念賞 2度（1967年、1968年）
- レディ・ビン記念賞 2度（1967年、1968年）

### 背番号
- 21（※1981年にシカゴ・ブラックホークスの永久欠番となった)